# المنظر الأسفل القبلي

تعديل مصدري - تعديل

المنظر الأسفل القبلي هي إحدى حارات حي المشنة بمدينة إب اليمنية، بلغ تعداد سكانها 641 نسمة حسب تعداد اليمن لعام 2004.